# Aleksicze
Aleksicze (białorus. Алексічы) – wieś w Polsce położona w województwie podlaskim, w powiecie białostockim, w gminie Zabłudów}.
Wieś magnacka hrabstwa zabłudowskiego położona była w końcu XVIII wieku  w powiecie grodzieńskim województwa trockiego Wielkiego Księstwa Litewskiego. 
W 1921 roku wieś liczyła 14 domów i 76 mieszkańców, w tym 54 prawosławnych i 22 katolików.
W latach 1975–1998 miejscowość administracyjnie należała do województwa białostockiego.
Prawosławni mieszkańcy wsi należą do parafii Zaśnięcia Najświętszej Marii Panny w Zabłudowie, a rzymskokatoliccy do parafii św. Apostołów Piotra i Pawła w Zabłudowie.
W Aleksiczach urodził się Eugeniusz Mironowicz – białoruski i polski historyk, działacz białoruskiej mniejszości narodowej w Polsce.

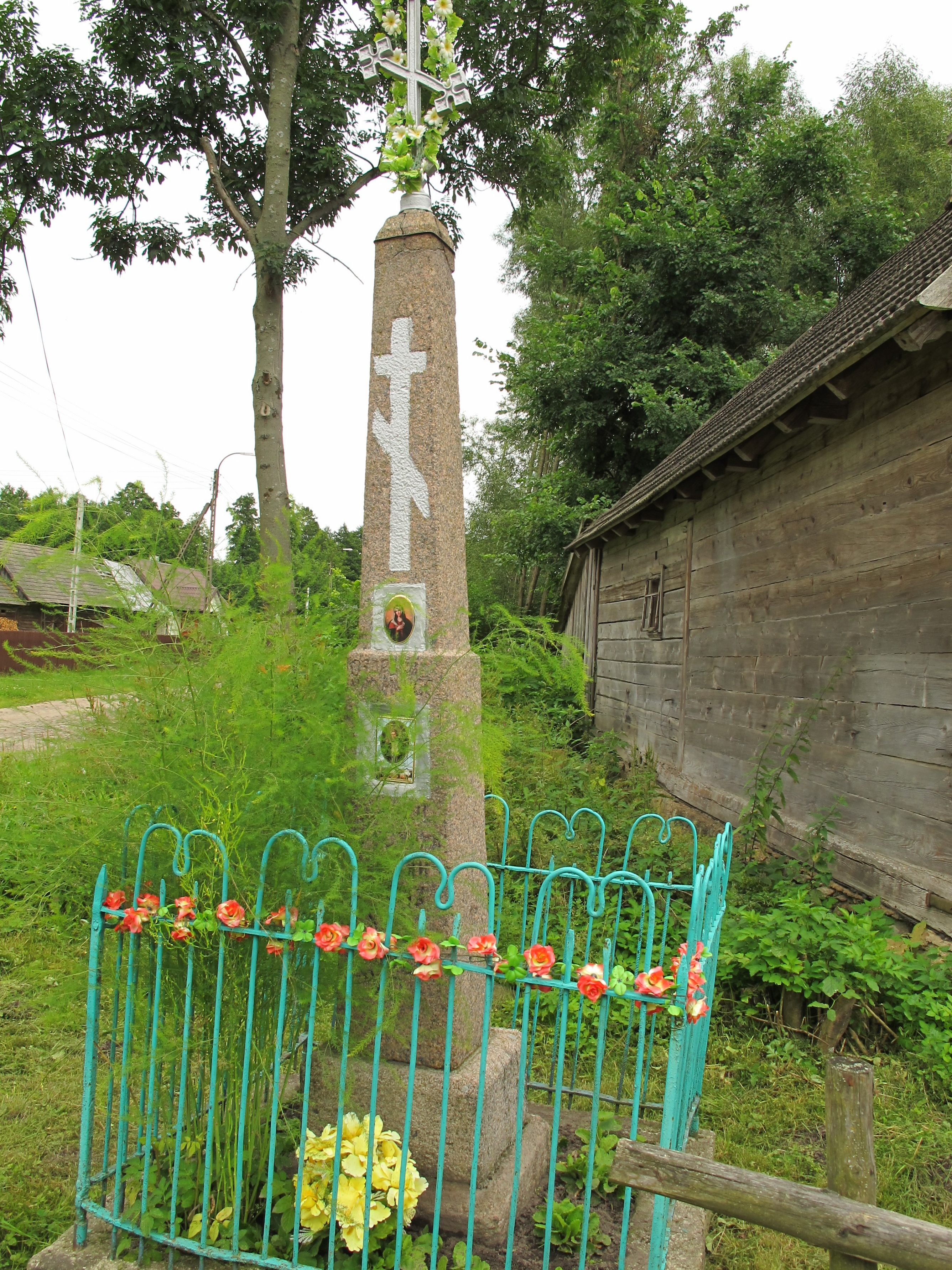
Krzyż wotywny z XIX w. przy wjeździe do wsi